# Paula Ungureanu
Paula Claudia Ungureanu (născută Rădulescu, pe 30 martie 1980, la Brașov) este o fostă jucătoare de handbal din România care a evoluat la echipa CSM București. Începând cu anul 2009, Paula Ungureanu a jucat la clubul CS Oltchim Râmnicu Vâlcea. Din același an a devenit și titulară pe postul de portar al echipei naționale de handbal a României.
Atât la CS Oltchim Râmnicu Vâlcea cât și la echipa națională, Paula Ungureanu  a înlocuit-o cu succes pe Luminița Dinu-Huțupan după retragerea acesteia. La scurt timp după preluarea acestor posturi Ungureanu s-a remarcat printr-un procentaj ridicat de aruncări la poartă apărate și prin apărarea unor aruncări dificile în momente importante ale meciurilor. Paula Ungureanu s-a clasat pe locul patru în clasamentul portarilor de la Campionatul Mondial de Handbal Feminin din 2009, cu un procentaj de 41% aruncări apărate. În sezoanele 2013-2014, 2014-2015 și 2015-2016, Ungureanu a fost componentă a echipei HCM Baia Mare.
În decembrie 2015, Paula Ungureanu a făcut parte din echipa României care a câștigat medalia de bronz la Campionatul Mondial desfășurat în Danemarca.

## Palmares

### Club
- Liga Națională:
  -  Câștigătoare: 2010, 2011, 2012, 2013, 2014, 2017, 2018
  - Medalie de argint: 2015, 2016

- Cupa României:
  -  Câștigătoare: 2011, 2014, 2015, 2017, 2018

- Supercupa României:
  -  Câștigătoare: 2014, 2015, 2017
  - Finalistă: 2018

- Campionatul Croației:
  -  Câștigătoare: 2009

- Cupa Croației:
  -  Câștigătoare: 2009

- Nemzeti Bajnokság I
  - Medalie de argint: 2008
  - Medalie de bronz: 2007

- Magyar Kupa
  - Finalistă: 2008

- Handball Liga Austria:
  -  Câștigătoare: 2005, 2006

- Cupa ÖHB:
  -  Câștigătoare: 2005, 2006

- Liga Campionilor EHF:
  - Finalistă: 2010
  - Semifinalistă: 2005, 2012, 2013
  - Locul 3: 2018
  - Sfert-finalistă: 2015

### Echipa națională
- Campionatul Mondial:
  -  Medalie de argint: 2005
  -  Medalie de bronz: 2015

- Campionatul European:
  -  Medalie de bronz: 2010

## Premii
- Cel mai bun portar la Trofeul Maramureș 2013;
- Cel mai bun portar la Memorialul Tomáš Jakubčo 2013;
- Cea mai bună handbalistă din România: 2012, 2014;
- Cea mai bună handbalistă română din Liga Națională: 2015, 2016;
- Cel mai bun portar la Trofeul Carpați: 2010;